# Bistum Jelgava
Das Bistum Jelgava (lateinisch Dioecesis Ielgavensis, lettisch Jelgavas diecēze) ist ein römisch-katholisches Bistum mit Sitz in Jelgava (Mitau) in Lettland. Bischof ist seit Juli 2011 Edvards Pavlovskis.

## Geschichte
Errichtet wurde das Bistum Jelgava am 2. Dezember 1995 und ging territorial aus dem westlich benachbarten Bistum Liepāja hervor. Sein Gebiet umfasst weitgehend die lettische Region Semgallen, einschließlich Oberlettland. Es untersteht als Suffraganbistum dem Erzbistum Riga und ist eines der vier römisch-katholischen Bistümer in Lettland.
In Jelgava besteht seit 1996 ein Kloster der Karmelitinnen. In Livberze im Bezirk Jelgava richtete das Bistum Jelgava im Jahre 2020 sein Exerzitienhaus ein.

## Bischöfe
- 1995–2011 Antons Justs
- 2011–2025 Edvards Pavlovskis
  - Sedisvakanz seit 5. Januar 2025